# Horst Förster (Dirigent, 1920)
Horst Förster (* 13. März 1920 in Dresden; † 30. Juni 1986 ebenda) war ein deutscher Dirigent, Chorleiter, Geiger und Hochschullehrer. 1952 wurde er in Eisenach zum seinerzeit jüngsten Generalmusikdirektor der DDR ernannt. Danach war er Chefdirigent des Staatlichen Sinfonieorchesters und der Robert-Franz-Singakademie in Halle (1956–1964) sowie der Dresdner Philharmonie (1964–1966).

## Leben
Horst Förster wurde 1920 als Sohn von Willibald Förster und dessen Frau Martha Ziesche in Dresden geboren. Von 1936 bis 1940 durchlief er an der Orchesterschule der Sächsischen Staatskapelle seine musikalische Ausbildung. Zu seinen Lehrern gehörten u. a. Jan Dahmen (Violine), Lothar Köhnke (Klavier, Theorie und Komposition), Kurt Striegler (Dirigieren) und Alfred Stier (Chorleitung). Zeitweise war er unter Paul van Kempen Mitglied der Dresdner Philharmonie. Nach dem Zweiten Weltkrieg war er bis 1950 Vorspieler der Zweiten Violinen ebendort. 1947 begründete er ein Kammerorchester daselbst, das er drei Jahre lang leitete.
Danach ging er an das Stadttheater Eisenach in Thüringen. Zum 1. Januar 1951 wurde er in der Nachfolge von Peter Schmitz Leiter des Philharmonischen Orchesters. Dieses wurde dann als Theater- und Konzertorchester unter dem Namen Landeskapelle Eisenach dem Theater unterstellt. 1952 erfolgte seine Ernennung zum seinerzeit jüngsten Generalmusikdirektor der DDR.
Nachdem er zunächst Gastdirigent gewesen war, amtierte er von 1956 bis 1964 in der Nachfolge von Werner Gößling als Chefdirigent des Staatlichen Sinfonieorchesters und der Robert-Franz-Singakademie in Halle (Saale). Wiederholt nahm er an den dortigen Händel-Festspielen teil. Nach Gilbert Stöck schlug er in der Saalestadt „einen recht eigenständigen Weg in der Programmkonzeption“, was im Ministerium für Kultur auf Kritik stieß. In Abstimmung mit dem Bezirksverband Halle-Magdeburg des Komponistenverbandes der DDR (VDK) begründete er in der Saison 1956/57 die zeitgenössische Musikreihe „Musica Viva“, bei der Werke lebender Komponisten aus der Region aufgeführt werden sollten. So präsentierte er noch 1956 anlässlich der Halleschen Musiktage, die er mit angeregt hatte, Walter Draegers Violinkonzert. Försters Weigerung aber, sich dem VDK anzuschließen, mündete in einer öffentlichen Kontroverse mit Walther Siegmund-Schultze. Danach „passte sich [Förster] gewissen politischen Vorgaben an“, wobei er auf „die Sicherung der Qualität bei Aufführungen zeitgenössischer Musik“ abzielte, ohne nachhaltig Komponisten der Region gefördert zu haben, so Stöck. 1962 brachte Förster mit der Dresdner Philharmonie und Dieter Zechlin als Solisten das Klavierkonzert von Ernst Hermann Meyer zur Uraufführung. Außerdem trat er mit einem Mozart-Beethoven-Schumann-Zyklus als Gastdirigent beim Städtischen Berliner Sinfonie-Orchester in Erscheinung. Wiederholt wurde er ins Ausland eingeladen, so gastierte er 1963 beim Rigaer Rundfunksinfonieorchester und beim Leningrader Philharmonischen Orchester in der Sowjetunion. Ein Jahr darauf dirigierte er die Nationalphilharmonie in Warschau.
Von September 1964 bis 1966 war er Chefdirigent der Dresdner Philharmonie. Die Saison 1964/65 eröffnete er mit einem Konzert mit dem US-amerikanischen Geiger Ruggiero Ricci. Nachdem Förster in Halle staatlicherseits wegen seines zu westlichen Repertoires kritisiert worden war, versuchte er in Dresden mehr Komponisten aus Osteuropa zu bedienen. Überdies setzte er die zeitgenössische Musikpflege seines Vorgängers Heinz Bongartz fort. So brachte er die Rhapsodie für Orchester von Johannes Paul Thilman, das Konzert für Klavier (mit Annerose Schmidt) und das Sinfonische Konzert von Gerhard Rosenfeld sowie die Kantaten Eros von Fidelio F. Finke und Schir Haschirim von Rudolf Wagner-Régeny zur Uraufführung. Auch während seiner Amtsjahre in Dresden führte es ihn als Gastdirigenten ins Ausland, wie 1965 nach Chile. Zusammen mit Bongartz unternahm er im selben Jahr eine ausgedehnte Orchester-Konzertreise nach Westdeutschland. Mehr und mehr aber schwanden bei Förster krankheitsbedingt die Kräfte. Bis 1965 wurde er noch durch den zweiten Dirigenten Gerhard Rolf Bauer unterstützt, danach durch die Gastdirigenten György Lehel, Klaus Tennstedt und Heinz Rögner sowie Dieter Härtwig. Försters Nachfolger wurde Kurt Masur.
1957 erhielt er einen Lehrauftrag und 1961 eine Professur an der Deutschen Hochschule für Musik Berlin. Bis zu seiner Dresdner Verpflichtung leitete er dort eine Dirigentenklasse. Nach seiner Erkrankung war er wieder als Hochschullehrer tätig. Zu seinen Schülern gehörten u. a. Peter Aderhold, Hans-Dieter Baum, Christian Ehwald, Helmut Gleim, Hartmut Haenchen, Christian Kluttig, Volker Rohde und Jörg-Peter Weigle. In Eisenach förderte er den jungen Kapellmeister Rolf Reuter.
Ab 1943 war er mit Liesbeth Förster, geb. Schuriczek, verheiratet.

## Auszeichnungen
- 1960: Händelpreis des Bezirkes Halle (für das Staatliche Sinfonieorchester)[27]
- 1962: Händelpreis des Bezirkes Halle[27]
- 1963: Vaterländischer Verdienstorden in Bronze („in Anerkennung hervorragender Verdienste auf kulturellem Gebiet“)[28]